# スタインバック (マニトバ州)
スタインバック（英: Steinbach）は、カナダ・マニトバ州南部にある市。イーストマン地域最大のコミュニティー.。州都ウィニペグから南東約58kmの位置にある。人口は約17,800人。
1874年にウクライナからメノナイト低地ドイツ語を話すメノナイトの一団が入植したことに始まり、現在でもその子孫が多く居住している。北米大陸プレーリーの東端に位置し、サンディランズ州立森林は東側に近接している。

## 歴史
先住民族アシニボイン族とクリー族ファースト・ネーションが1820年代にこの地域を離れ、アニシナベ族が時折立ち寄る様になっていた。1871年にアニシナベとカナダ政府が番号付きインディアン条約の第一条約に署名した後、カナダは欧州からの移民の入植と農業従事を奨励し、1872年に現在のスタインバックの北にクリア・スプリングスと言うイギリス人移民とスコットランド人移民の入植地を開設した。1870年代にはウクライナでの急速な「ロシア化」と兵役免除廃止に不満を持ったメノナイト低地ドイツ語を話すメノナイトたちが北アメリカに移民調査団を送り、その多くがカンザスを移住先として選んだが、特に保守的なグループは、カナダ政府が信教の自由に寛容であったためカナダに新設された新しい州であるマニトバを選択すした。1873年にカナダ政府とロシア・メノナイト代表と「1873年特例状（Privilegium of 1873）」に合意し、1年後にメノナイト移民団がこの地に入植を開始した。特例状は、信教の自由、兵役免除、私立学校認可、「東部居留区」と呼ばれる土地の提供を保証していた。
スタインバックの最初の入植者18家族は、ウクライナ・ザポリージャのメノナイト居住地の小グループの一団で、1874年夏にカナダに渡航した。先住者のメティの助けを得て町の西側に入植したがその後、東部や北東部に定住。ウクライナの居留地の名前をとって、ドイツ語で岩がちな小川を意味するスタインバックと名付けた。1875年には移住を引率した宗教的主導者が死亡し、1876年にイナゴの大量発生で作物が大規模に被害を受けるなどの災厄が続き、ミネソタやネブラスカへの再移住も議論されたが、60歳の女家長のエリザベス・レンペル・ライマーによる歴史的な主張により一団は町にとどまり、消滅した他の東部居留区と違いスタインバックはコミュニティーとして継続した。
1877年にカナダ総督ダファリン卿フレデリック・ハミルトン＝テンプル＝ブラックウッドがマニトバの入植地を訪問、スタインバックの西に立ち寄り1000人の群衆が出迎えたとされる.。その年、この町初の風車が建設された。1800年代末には猩紅熱、百日咳、ジフテリアなどの感染症が猛威を振るった。1900年までには湿地を干拓し小麦、大麦、オーツ麦、じゃがいもなどの農地に転換し1901年には人口が366人、多くは英語ではなくメノナイト低地ドイツ語を話していた。

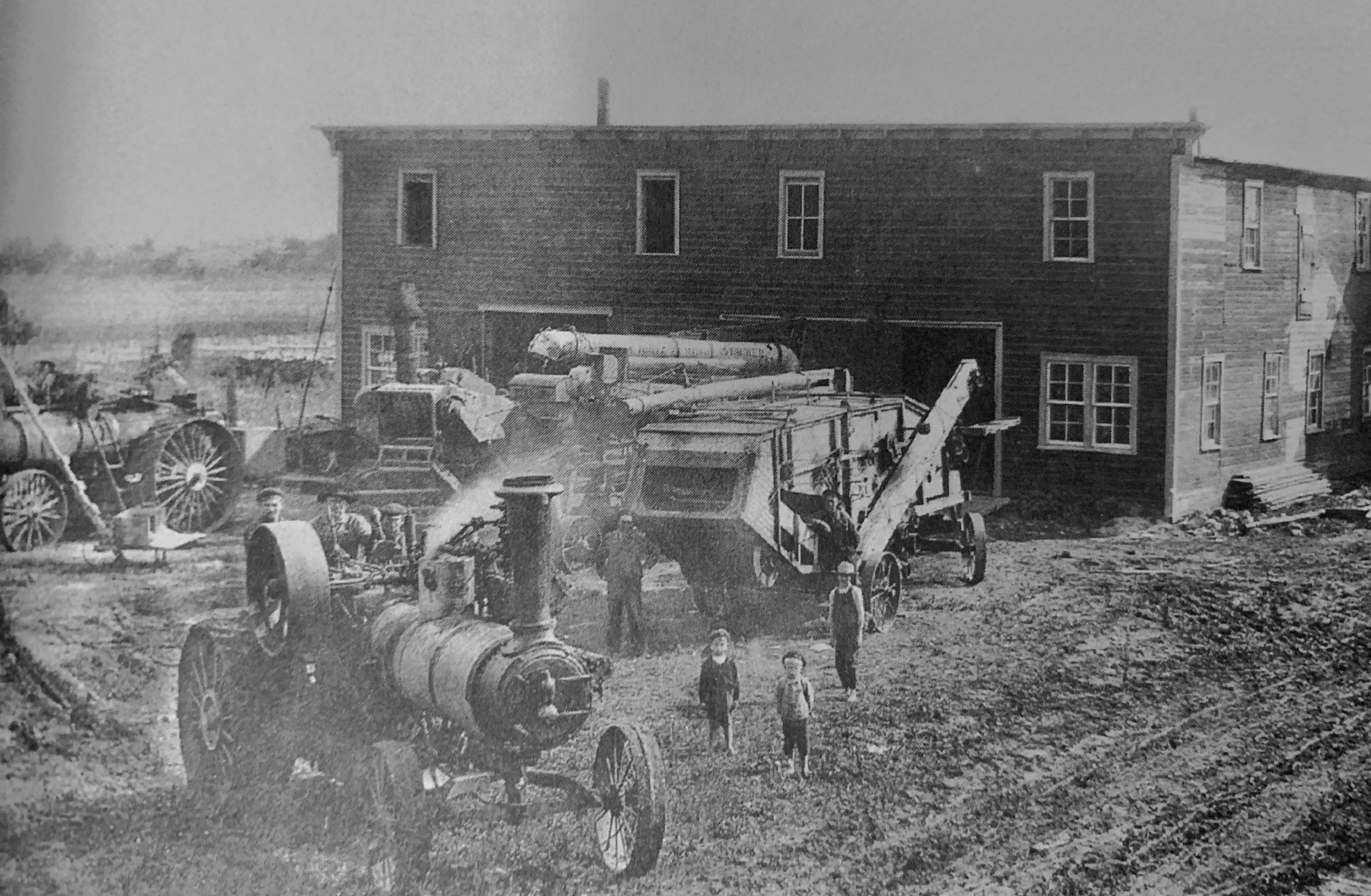
1906年頃の産業化していくメノナイト（市街地の機械販売店）

1910年には、メノナイト移民の伝統であった線状集落を廃止、より広い土地利用を推進することとした。1912年に西部カナダ初のフォード自動車の販売店が出来、メノナイトも最終的には自動車の使用を許容することとなった。1915年までにはスタインバックはドイツ系、イギリス系などメノナイト以外の移民も増え、スタインバック初の銀行であるロイヤル銀行の支店が1915年に開業した。1920年にスタインバックはハノーバー郡の非法人村落として設定された。
第1次大戦中は兵役免除もあり、メノナイト系移民はドイツ系民族と誤って認識されたこともあり、保守党のロバート・ボーデン首相はメノナイト系移民に対し投票権を剥奪、移民も制限したことから、メキシコやパラグアイへの移民が増加。1922年に自由党のマッケンジー・キング首相により移民制限は撤廃され、ロシア革命の影響もありソビエト連邦からのメノナイト移民が再び増加した。第2次大戦には再度欧州からのメノナイト移民が増加した。

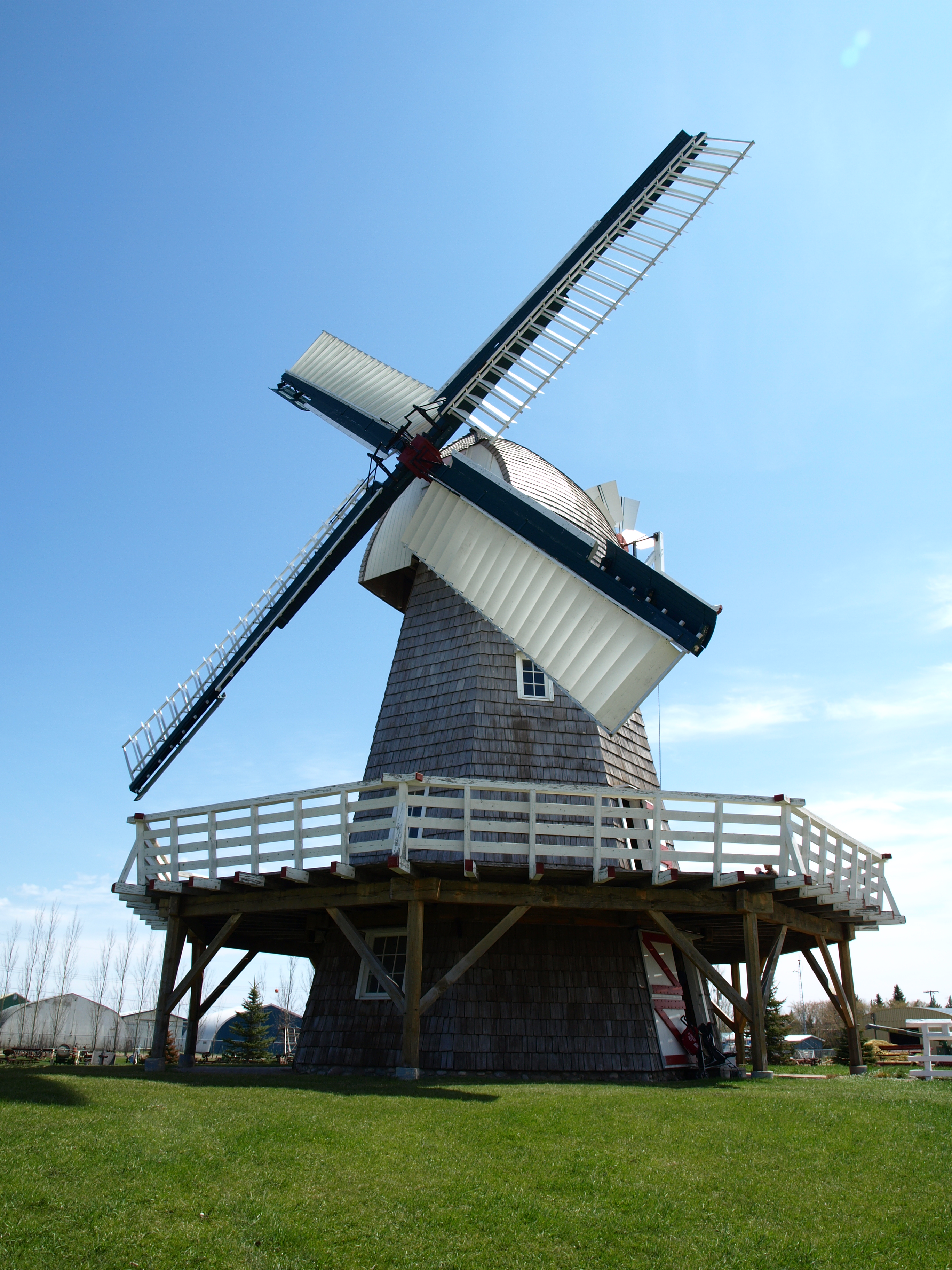
スタインバックのメノナイト伝統博物館の風車

スタインバックは1946年12月に町制施行された。自動車ディーラーの市長や地域の自動車機械のサービス拠点として町が栄え、「自動車の町」とも呼ばれるようになった。1960年に福音メノナイト教会が焼失、市街にあった伝統的なメノナイト住居兼納屋も解体された。1967年にはメノナイトの伝統文化保存のためにメノナイト伝統博物館が開業した。
マニトバ州創設100周年の1970年に、エリザベス2世女王とチャールズ皇太子がスタインバックを来訪。約1万人が出迎えた。
1997年10月10日にスタインバックは市制施行された。同年、メノナイト伝統でスタインバックの象徴でもあったメノナイト伝統博物館の風車が放火で消失が、まもなく再建された。2000年代に入りスタインバックは急成長し、2006年には「最も急成長した都市」となった。2011年には、ドイツ、ロシア、フィリピンなどからの移民も増え、マニトバで3番目に大きな都市となった。

## 経済
マニトバ南東部の経済の中心として、スタインバックはサービス、小売業が労働人口の最大数を雇用している。また大規模な工場も立地している。1950年代以降は自動車販売の地域的な中心でもあり、「自動車の町」という別名も生まれた。固定資産税の税率の低さもあり、製造業、運輸業、農関連産業、製薬業、小売業、金融業等が町の成長を担ってきた。これによりウィニペグ、ブランドンに次ぐマニトバ州第3の都市の地位となった。
スタインバックの伝統的産業である農業は依然として重要な産業基盤であり、大規模養豚、養鶏のような集約畜産や、菜種、トウモロコシ、アルファルファ、大麦、小麦、大豆、オーツ麦などの穀物生産が主に行われている。

## 交通
- 道路
  - トランスカナダハイウェイ（PTH 1）
  - マニトバ州道12号線（PTH 12）
  - マニトバ州道52号線（PTH 52）
- 空港
  - スタインバック空港